# Vähä-Juures
Vähä-Juures är en ö i Päijännesjö i Finland. Den ligger i sjön Päijänne och i kommunen Sysmä i Sysmä kommun i den ekonomiska regionen  Lahtis  och landskapet Päijänne-Tavastland, i den södra delen av landet, 160 km norr om huvudstaden Helsingfors. Öns area är 44 hektar och dess största längd är 1,2 kilometer i sydöst-nordvästlig riktning.